# بیورن درایر (بازیکن فوتبال، زاده ۱۹۸۹)
بیورن درایر (انگلیسی: Björn Dreyer؛ زادهٔ ۱۷ ژانویهٔ ۱۹۸۹) بازیکن فوتبال اهل آلمان است.
از باشگاه‌هایی که در آن بازی کرده‌است می‌توان به باشگاه ورزشی وردر برمن اشاره کرد.